# Mr. & Mrs. Smith (1941)
Mr. and Mrs. Smith is een Amerikaanse komische speelfilm uit 1941 onder regie van Alfred Hitchcock. Het scenario is geschreven door Norman Krasna. Het is de enige komische film die Hitchcock maakte gedurende zijn tijd in Hollywood.

## Verhaal
Het New Yorkse koppel David en Annie Smith heeft een ongewoon huwelijk met een aantal regels. Een regel is dat ze elkaar een keer per maand een vraag stellen en die dan eerlijk moeten beantwoorden. Annie vraagt hem of hij weer met haar zou trouwen als hij alles opnieuw kon doen. Daarop antwoordt hij dat hij zijn vrijheid mist en liever niet opnieuw zal trouwen. Later op de dag komt een wethouder van de stad waar David getrouwd is om hem te zeggen dat hun huwelijk vanwege een districtiegebied onwettig is. Hij besluit dit niet aan Annie te vertellen en als zij het later zelf van de wethouder hoort is ze kwaad dat hij het niet heeft verteld. Dan besluit ze om met een vriend van David aan te pappen. Van het een komt het andere en zo wordt David jaloers en ontstaan er allemaal vreemde situaties.

## Rolverdeling
| Acteur            | Personage             |
| ----------------- | --------------------- |
| Carole Lombard    | Ann Krausheimer Smith |
| Robert Montgomery | David Smith           |
| Gene Raymond      | Jefferson Custer      |
| Jack Carson       | Chuck Benson          |
| Philip Merivale   | Ashley Custer         |
| Lucile Watson     | Mrs. Custer           |
| William Tracy     | Sammy                 |
| Charles Halton    | Harry Deever          |
| Esther Dale       | Mrs. Krausheimer      |
| Emma Dunn         | Martha                |
| Betty Compson     | Gertie                |

Hitchcocks cameo bevindt zich op 43 minuten na aanvang van de film. Hij passeert Robert Montgomery voor diens gebouw.

## Achtergrond
- Hitchcock beweerde zelf dat hij de film enkel regisseerde om Lombard een gunst te verlenen. Documenten bij RKO Radio Pictures bewijzen echter dat Hitchcock zelf ook graag aan de film wilde meewerken.[1]
- Hitchcock was volgens eigen zeggen verbaasd dat in al hun jaren in Hollywood, Carole Lombard en Robert Montgomery nog nooit samen hadden gespeeld in een film.
- Cary Grant was Hitchcocks en Lombards eerste keuze voor de hoofdrol, maar hij bleek al elders een contract te hebben.
- De plot van de film is gelijk aan die in het Britse toneelstuk Hindle Wakes uit 1910.
- The Screen Guild Theater bewerkte de film in 1942 tot een hoorspel met Errol Flynn en Lana Turner.